# Dubno (gmina w województwie wołyńskim)
Dubno – dawna gmina wiejska w powiecie dubieńskim województwa wołyńskiego II Rzeczypospolitej. Siedzibą gminy było Dubno, które nie wchodziło w jej skład, stanowiąc odrębną gminę miejską.
17 listopada 1933 z gminy wiejskiej Dubno wyłącono miejscowości: wieś Surmicze o obszarze 76,30 ha, zaścianek Strakłowszczyzna o obszarze 6,54 ha, uroczysko Pasieka należące do wsi Strakłowa o obszarze 26,30 ha, wieś Zabramie o obszarze 50,68 ha, wieś Zniesienie o obszarze 27,80 ha, park Palestyna, należący do Państwowego Banku Rolnego o obszarze 47,95 ha, wieś Cegielnia o obszarze 8,80 ha, część wsi Wygnanka o obszarze 56 ha, staw Dubieński o obszarze 124,35 ha, grunta klasztoru katolickiego Sióstr Opatrzności Bożej o obszarze 57,12 ha oraz wieś Podborce o obszarze 582,70 ha, włączając je do miasta Dubna w tymże powiecie i województwie.
W kolejnych latach Zabramie i Zniesienie zapewne wyłączono ponownie z Dubna, ponieważ figurują one oddzielne w spisie z 1936 roku (vide poniżej). Obecnie Zabramie i Zniesienie, a także Wygnanka, Wolica Strakłowska, Strakłów Ruski i Strakłów Czeski znajdują się w granicach Dubna.

## Podział administracyjny
W 1936 roku w skład gminy wchodziło 39 gromad:
- Aleksandrówka
- Bortnica
- Górniki
- Iwanie
- Jabłonówka
- Jastrzębica
- Kleszczycha
- Kraśnica Ułańska
- Krzywucha
- Lipa
- Ludhardówka
- Łabędzianka
- Mirohoszcza Ruska
- Mirohoszcza Czeska
- Mirohoszcza Nowa
- Pantalia
- Pogorzelce
- Raczyn
- Sady Duże
- Sady Małe
- Strakłów Ruski
- Strakłów Czeski
- Tarakanów
- Tomaszówka
- Wielkopolanka
- Witosówka
- Wolica Strakłowska
- Wolica Zbytyńska
- Wygnanka
- Zabramie
- Zamczysko
- Zahorce Duże
- Zahorce Małe
- Zawale Ruskie
- Zawale Czeskie
- Zbytyń
- Zdołbica
- Zgliniec
- Zniesienie